# Nuoto ai campionati mondiali di nuoto 2024 - Staffetta 4x100 metri stile libero mista
La gara della staffetta 4x100 metri stile libero mista dei campionati mondiali di nuoto 2024 si è svolta il 17 febbraio 2024 presso l'Aspire Dome di Doha.

## Podio
| Pos.    | Nazione     | Atleta |
| ------- | ----------- | --- |
| Oro     | Cina        | Pan Zhanle Wang Haoyu Li Bingjie Yu Yiting Ji Xinjie Ai Yanhan                                               |
| Argento | Australia   | Kai Taylor Jack Cartwright Shayna Jack Brianna Throssell Alexandria Perkins Abbey Harkin                     |
| Bronzo  | Stati Uniti | Hunter Armstrong Matthew King Claire Curzan Kate Douglass Luke Hobson Jack Aikins Addison Sauickie Kayla Han |

## Record
Prima della manifestazione il record del mondo (RM) e il record dei campionati (RC) erano i seguenti.
|  | 3'18"83 | Australia | 29 luglio 2023 Fukuoka |
|  | 3'18"83 | Australia | 29 luglio 2023 Fukuoka |

Durante la competizione non sono stati migliorati record.

## Programma
| Data             | Ora (UTC+3) | Turno    |
| ---------------- | ----------- | -------- |
| 17 febbraio 2024 | 10:19       | Batterie |
| 17 febbraio 2024 | 20:45       | Finale   |

## Risultati

### Batterie
| Pos. | Batteria | Corsia | Nazione         | Atleta | Tempo       | Note |
| ---- | -------- | ------ | --------------- | --- | ----------- | ---- |
| 1    | 3        | 3      | Cina            | Wang Haoyu (48"28) Ji Xinjie (47"86) Yu Yiting (53"90) Ai Yanhan (54"43)                                         | 3'24"47     | Q    |
| 2    | 3        | 5      | Canada          | Finlay Knox (48"93) Javier Acevedo (47"98) Rebecca Smith (54"45) Taylor Ruck (53"42)                             | 3'24"78     | Q    |
| 3    | 3        | 4      | Australia       | Kai Taylor (48"73) Jack Cartwright (48"03) Alexandria Perkins (54"58) Abbey Harkin (53"96)                       | 3'25"30     | Q    |
| 4    | 2        | 5      | Italia          | Lorenzo Zazzeri (48"51) Manuel Frigo (48"62) Sofia Morini (54"66) Chiara Tarantino (54"27)                       | 3'26"06     | Q    |
| 5    | 2        | 4      | Stati Uniti     | Luke Hobson (48"50) Jack Aikins (48"92) Addison Sauickie (54"83) Kayla Han (56"51)                               | 3'28"76     | Q    |
| 6    | 3        | 6      | Paesi Bassi     | Stan Pijnenburg (49"08) Thom de Boer (49"43) Milou van Wijk (55"48) Janna van Kooten (55"24)                     | 3'29"23     | Q    |
| 7    | 2        | 2      | Slovacchia      | Matej Duša (49"23) Tibor Tistan (50"64) Lillian Slušná (55"92) Teresa Ivan (55"88)                               | 3'31"67     | Q    |
| 8    | 3        | 7      | Hong Kong       | Lau Shiu Yue (52"30) Ian Ho (48"80) Camille Cheng (55"29) Tam Hoi Lam (55"80)                                    | 3'32"19     | Q    |
| 9    | 1        | 6      | Filippine       | Jarod Hatch (51"65) Kayla Sanchez (55"08) Teia Salvino (57"21) Jerard Jacinto (52"59)                            | 3'36"53     |      |
| 10   | 2        | 7      | Thailandia      | Dulyawat Kaewsriyong (50"28) Tonnam Kanteemool (50"88) Kamonchanok Kwanmuang (58"42) Jenjira Srisa-Ard (1'00"27) | 3'39"85     |      |
| 11   | 3        | 8      | Uganda          | Jesse Ssuubi Ssengonzi (52"07) Tendo Mukalazi (51"66) Kirabo Namutebi (1'00"28) Gloria Anna Muzito (56"34)       | 3'40"35     |      |
| 12   | 1        | 4      | Kenya           | Monyo Maina (52"94) Ridhwan Mohamed (52"67) Imara Thorpe (59"28) Maria Brunlehner (57"39)                        | 3'42"28     |      |
| 13   | 2        | 1      | Armenia         | Artur Barseghyan (50"41) Ashot Chakhoyan (54"78) Varsenik Manucharyan (1'00"30) Ani Poghosyan (58"80)            | 3'44"29     |      |
| 14   | 1        | 5      | Rep. Dominicana | Anthony Piñeiro (52"72) María Alejandra Fernández (1'01"81) Alejandra Santana (1'02"82) Javier Nuñez (50"82)     | 3'48"17     |      |
| 15   | 3        | 1      | Bahamas         | Lamar Taylor (53"19) Marvin Johnson (53"81) Victoria Russell (1'02"01) Rhanishka Gibbs (1'00"62)                 | 3'49"63     |      |
| 16   | 2        | 8      | Guam            | Israel Poppe (54"12) James Hendrix (53"87) Amaya Bollinger (1'03"04) Mia Lee (1'01"26)                           | 3'52"29     |      |
| 17   | 1        | 3      | Tonga           | Carolann Faeamani (1'04"46) Alan Uhi (55"76) Charissa Panuve (1'03"76) Finau Ohuafi (53"92)                      | 3'57"90     |      |
| 18   | 3        | 0      | Bahrein         | Saud Ghali (55"27) Ahmed Theibich (56"98) Amani Al-Obaidli (1'01"65) Noor Yussuf Abdulla (1'04"01)               | 3'57"91     |      |
| 19   | 2        | 0      | Micronesia      | Tasi Limtiaco (55"01) Kestra Kihleng (1'05"27) Katerson Moya (57"81) Taeyanna Adams (1'07"22)                    | 4'05"31     |      |
| 20   | 2        | 9      | Maldive         | Mubal Azzam Ibrahim (57"69) Aishath Shaig (1'10"06) Hamna Ahmed (1'09"50) Mohamed Rihan Shiham (56"92)           | 4'14"17     |      |
| DNS  | 2        | 3      | Svezia          | Non partiti | Non partiti |      |
| DNS  | 2        | 6      | Ungheria        | Non partiti | Non partiti |      |
| DNS  | 3        | 2      | Sudafrica       | Non partiti | Non partiti |      |

### Finale
| Pos. | Corsia | Nazione     | Atleta                                                                                           | Tempo   | Note |
| ---- | ------ | ----------- | ------------------------------------------------------------------------------------------------ | ------- | ---- |
|      | 4      | Cina        | Pan Zhanle (47"29) Wang Haoyu (47"41) Li Bingjie (53"11) Yu Yiting (53"37)                       | 3'21"18 |      |
|      | 3      | Australia   | Kai Taylor (48"01) Jack Cartwright (47"90) Shayna Jack (52"38) Brianna Throssell (53"49)         | 3'21"78 |      |
|      | 2      | Stati Uniti | Hunter Armstrong (47"83) Matthew King (47"78) Claire Curzan (53"82) Kate Douglass (52"85)        | 3'22"28 |      |
| 4    | 5      | Canada      | Finlay Knox (48"79) Javier Acevedo (47"58) Taylor Ruck (53"28) Rebecca Smith (54"14)             | 3'23"79 |      |
| 5    | 6      | Italia      | Alessandro Miressi (48"06) Manuel Frigo (48"06) Sofia Morini (54"23) Chiara Tarantino (54"05)    | 3'24"40 |      |
| 6    | 7      | Paesi Bassi | Stan Pijnenburg (48"84) Caspar Corbeau (49"05) Kira Toussaint (54"51) Marrit Steenbergen (52"74) | 3'25"14 |      |
| 7    | 8      | Slovacchia  | Matej Duša (49"37) Tibor Tistan (50"32) Lillian Slušná (55"17) Teresa Ivan (55"02)               | 3'29"88 |      |
| 8    | 1      | Hong Kong   | Lau Shiu Yue (52"24) Ian Ho (48"66) Camille Cheng (54"71) Tam Hoi Lam (55"52)                    | 3'31"13 |      |